# Apuñalamiento de Pisgat Ze'ev
El 12 de octubre de 2015, dos menores palestinos, Hassan Khalid Manasra, de 15 años y su primo, Ahmad Manasra de 13 años, ambos de Beit Hanina, apuñalaron a dos israelíes en el asentamiento israelí de Pisgat Ze'ev, Jerusalén Este. Las víctimas fueron Yosef Ben-Shalom, guardia de seguridad de 20 años, y Naor Shalev Ben-Ezra, un chico de 13 años. Hassan fue asesinado a tiros por un oficial de policía, mientras que Ahmad fue atropellado por un automóvil. El ataque atrajo mucha atención tanto entre israelíes como palestinos, debido a la corta edad de los atacantes.
Un clip de las secuelas del ataque mostró a Ahmad herido en la carretera, mientras la gente le gritaba hasta que llegara la ambulancia; filtrándose el video a redes sociales. La policía israelí publicó imágenes de CCTV hasta el 14 de octubre de 2015, donde se mostraban a dos jóvenes a los que identificaron como Hassan y Ahmed Manasra con cuchillos y participando en el ataque,  para refutar las acusaciones de exceso de fuerza por parte de las autoridades. 
Ahmad Manasra fue juzgado y coordenado por dos cargos de intento de asesinato, recibiendo una sentencia inicial de 12 años, que más tarde el Tribunal Supremo de Israel redujo a 9 años y medio.

## Ataque
Según las imágenes de la cámara de seguridad, el ataque se registró de la siguiente manera:
Hassan y Ahmed se equiparon con cuchillos. En Pisgat Ze'ev, encontraron a Tosef Ben-Shalom, un guardia de seguridad de 20 años q quien persiguieron con cuchillos en la mano y lo apuñalaron.El guardia huyó, y en cambio, dirigieron su atención a algunas tiendas cercanas. Afuera de una tienda de dulces, encontrando a Naor Shalev Ben-Ezra, un niño de 13 años, en su bicicleta, a quien apuñalaron. El menor sufrió heridas graves. Otro ángulo de las imágenes de la cámara de seguridad muestra a Hassan corriendo por una calle. 
Más tarde, Hassan fue asesinado a tiros, al parecer mientras avanzaba hacia la policía con un cuchillo en su mano.
Ahmad intentó escapar de ahí, pero fue atropellado por un coche que lo persegía y sufrió graves heridas en la cabeza.

## Víctimas
Naor Shalev Ben-Ezra, el niño de 13 años de Jerusalén, sobrevivió al ataque, después de haber sido gravemente herido por sus primos mientras andaba en bicicleta.  El cuchillo había perforado su arteria subclavia, provocando una hemorragia grave que los médicos de campo lucharon por controlar. Inicialmente dado por muerto al llegar al Monte Scopus], el equipo médico de Hadassah, dirigido por el Dr. Yoachim Shiffman, identificó signos de vida. El Dr. Shiffman controló manualmente el sangrado insertando sus dedos en la arteria durante 15 minutos. La cirujana vascular Ina Akopnick, corriendo contra el tiempo, realizó una operación crucial para cerrar la arteria truncada, con la ayuda del profesor Achmed Eid, director de Cirugía General del Centro Médico Hadassah, quien abrió la cavidad torácica para el procedimiento. Su despertar gradual en cuidados intensivos marcó el comienzo de su viaje de recuperación.
La recuperación de Ben-Ezra estuvo marcada por una celebración significativa, a la que asistieron familiares, amigos, el vicealcalde de Jerusalén Meir Turgeman, reporteros de los medios y David Dalfon, el primer socorrista médico que jugó un papel crucial para salvarle la vida. Después de recuperarse físicamente del ataque con arma blanca, Ben-Ezra enfrentó serias luchas emocionales y psicológicas. A pesar de una rápida recuperación física, Naor se sintió aislado e incomprendido. Describió sentirse emocionalmente muerto y dijo: "No te tratan, estás muerto". Esta agitación emocional provocó un rápido deterioro de su bienestar. Naor comenzó a consumir drogas, apostar, acumular deudas a una edad temprana y, en general, tuvo dificultades para funcionar. Sin embargo, con el tiempo logró regresar a una vida más estable. Se dedicó a pintar, encontró el amor y se casó.
La víctima adulta, Yosef Ben-Shalom, también sufrió lesiones graves, incluidos daños en el pulmón y el hígado.

## Cobertura de vídeo
Un vídeo viral del ataque se difundió en las redes sociales. El vídeo de dos minutos de duración mostraba a Ahmad tirado en la calle de Pisgat Ze'ev después de ser atropellado por un coche. Tenía las piernas torcidas detrás de él y la sangre salía de su cabeza mientras los transeúntes filmaban usando teléfonos celulares. 
Una multitud lo rodea y grita: "Muere, hijo de puta", junto con otras blasfemias en hebreo. Después de aproximadamente un minuto, llega una ambulancia.
El 14 de octubre de 2015, la policía israelí publicó imágenes de CCTV del incidente, que mostraban a Hassan y Ahmed Manasra armados con cuchillos y persiguiendo a un hombre. El video mostraba además a uno de los atacantes cargando contra un oficial de policía antes de recibir un disparo. Este comunicado tenía como objetivo contrarrestar las afirmaciones de que los adolescentes fueron atacados por las autoridades sin motivo.

## Juicio a Ahmad
Ahmad fue acusado por el Tribunal de Distrito de Jerusalén de dos cargos de intento de asesinato. y detenido en un centro cerrado en Galilea en el norte de Israel.
La defensa argumentó que Ahmad no llevó a cabo físicamente los apuñalamientos, pero que Hassan sí, afirmación impugnada por la fiscalía. Los jueces observaron que los acusados habían intentado apuñalar a cualquier judío que encontraran y no dudaron en atacar a un joven cerca de su casa. Ahmad expresó su pesar por sus acciones durante el juicio, particularmente en relación con el daño causado al joven.
El 8 de noviembre de 2015 se filtró a los medios de comunicación un video de diez minutos de duración que mostraba a interrogadores israelíes gritándole al visiblemente angustiado Ahmad. El video lo muestra confesando el crimen del cual luego se retractaría. Según Brad Parker de Defence for Children International-Palestina, el vídeo proporcionaba pruebas de una violación de las normas juveniles internacionales recogidas en la Convención sobre los Derechos del Niño de las Naciones Unidas. Afirmó además que la situación en el vídeo podría haber constituido tortura.
El fiscal Yuval Kedar dijo que era irrelevante que Ahmad fuera menor de edad y que debería ser procesado "con todo el peso de la ley".
En diciembre de 2015, Tareq Barghout, un abogado árabe israelí del equipo defensor de Manasra, fue arrestado bajo sospecha de elogiar a los atacantes y alentar nuevos ataques en Facebook. El tribunal puso en libertad a Barghout y observó que el material estaba mal traducido del árabe al hebreo y que tenía derecho a la libertad de expresión.
Más tarde, en 2019, Barghout fue declarado culpable y sentenciado a 13,5 años de prisión por su participación en varios ataques a tiros contra israelíes en Cisjordania, en colaboración con Zakaria Zubeidi.
En mayo de 2016, Ahmad fue declarado culpable de dos cargos de intento de asesinato, aunque no se encontró sangre en el cuchillo que se encontraba en su poder, y fue sentenciado a 12 años de prisión. Su asesor legal, la abogada israelí Lea Tsemel, calificó la condena de "sorprendente, desequilibrada y problemática". Ella argumentó que fue Hassan quien llevó a cabo los apuñalamientos y que ninguno de los dos tenía la intención de matar a nadie, que "sólo querían asustar a los judíos para que dejaran de matar palestinos".
Naor Ben-Ezra, the young victim, expressed disappointment that Manasra did not receive a life sentence, a sentiment echoed by his father, Shai, who lamented the impact of the attack on his son's adolescence and family life.
En agosto de 2017, la Corte Suprema de Israel redujo su sentencia a nueva años y medio de prisión. El tribunal confirmó la indemnización que Ahmed debería pagar a las dos víctimas; 100,000 NIS para el niño de 13 años y 80,000 NIS para el guardia de seguridad de 20 años.

## El "Proyecto de ley juvenil"
En respuesta al ataque de Hassan y Ahmad Manasra y ataques similares llevados a cabo por niños palestinos contra israelíes durante la Ola de violencia de 2015 del conflicto palestino-israelí, el parlamento israelí, la Knesset, aprobó en agosto de 2016 el "Proyecto de ley de la juventud". El proyecto de ley permitía a las autoridades israelíes encarcelar a niños a partir de los doce años si eran declarados culpables de "terrorismo". El miembro de la Knesset Anat Berko que presentó el proyecto de ley dijo: "A una sociedad se le permite protegerse a sí misma. A aquellos que son asesinados con un cuchillo en el corazón no les importa si el niño tiene 12 o 15 años".
 El grupo israelí de derechos humanos B'Tselem condenó el proyecto de ley.